# Gobiocypris rarus
Gobiocypris rarus es una especie de peces de la familia de los
Cyprinidae en el orden de los Cypriniformes.

## Morfología
- Los machos pueden llegar alcanzar los 5,9 cm de longitud total.

## Alimentación
Come pequeños invertebrados acuáticos.

## Hábitat
Es un pez de agua dulce y de clima templado.

## Distribución geográfica
Se encuentran en Asia: Sichuan (la China ).